# Club Deportivo Clan Juvenil
Club Deportivo Clan Juvenil, mayormente conocido como Clan Juvenil, fue un club deportivo ecuatoriano originario de la ciudad de Sangolquí, fundado el 13 de febrero de 1973.
Su disciplina principal es el fútbol en el que debutó en la Segunda Categoría de Pichincha en 2010. Aunque en la actualidad debido a problemas institucionales no ha participado en este campeonato.
El club juega sus partidos de local en el estadio Municipal General Rumiñahui, el cual tiene una capacidad de 7500 personas reglamentariamente y es de propiedad municipal.

## Historia
El equipo sangolquileño se fundó el 13 de febrero de 1973, comenzando a participar en los torneos de fútbol amateur de Pichincha. Su ingreso al fútbol profesional se dio el 20 de diciembre de 2009, cuando consiguió el ascenso a la Segunda Categoría de Pichincha al ganar la final de la Copa Pichincha 2009 con un marcador de 4 a 1 al Matrix de Cayambe en el Estadio Olímpico Atahualpa.

### El ascenso
El club debuta en el torneo de Segunda Categoría de Ecuador en el año 2010, consiguiendo el título del Campeonato Provincial de Segunda Categoría de Pichincha en los años 2014 y 2015. En 2015, el club lograría ser campeón del Campeonato Ecuatoriano Segunda Categoría 2015 al vencer con un marcador de 3 a 1 al Pelileo Sporting Club, con lo cual consiguió el ascenso a la Serie B. Un año después, Clan Juvenil accedió a la serie de privilegio tras quedar subcampeón del Campeonato Ecuatoriano Serie B 2016 al vencer con un marcador de 2 a 0 a Liga de Loja en el Estadio Municipal General Rumiñahui de Sangolquí.
El 29 de enero de 2017, Clan Juvenil disputa su primer partido oficial en la Serie A de Ecuador ante Liga de Quito. Este partido fue disputado en el Estadio Municipal General Rumiñahui en el cual Clan Juvenil y Liga de Quito empataron sin goles.

### Regreso a la Serie B
En su primera temporada en Serie A, el club tuvo problemas futbolísticos y dirigenciales, por lo que no pudo cumplir el objetivo de mantenerse en la serie de privilegio. El 11 de noviembre de 2017, Barcelona venció con un marcador de 2 a 1 a Clan Juvenil en el Estadio Monumental Isidro Romero Carbo de Guayaquil, resultado con el cual el equipo sangolquileño descendió a la Serie B a falta de 4 fechas para que termine el campeonato.

### Regreso a la Segunda Categoría
En la temporada 2019 de la Serie B, el club descendió oficialmente a Segunda Categoría luego de ser sancionado con la no presentación a un segundo partido debido a problemas económicos. El reglamento del torneo indica que si un club no se presenta a dos partidos, pierde inmediatamente la categoría.

## Uniforme
- Uniforme titular: Camiseta roja con una franja azul, pantalón rojo, medias rojas.
- Uniforme alterno: Camiseta blanca, pantalón blanco, medias blancas.

### Evolución del uniforme titular
| 2016 | 2017 | 2018 | 2019 |

### Evolución del uniforme alterno
| 2016 | 2017 | 2018 | 2019 |

### Auspiciantes
| Indumentaria |           |
| Período      | Proveedor |
| 2016         | Boman     |
| 2017         | Aurik     |
| 2018-2019    | Spyro     |

| Patrocinador |                      |
| Período      | Patrocinador oficial |
| 2010-2016    | Juan Cevallos        |
| 2017         | Carli Snacks         |
| 2018-2019    | Goalinter            |

## Estadio

### Estadio Municipal General Rumiñahui
El Estadio Rumiñahui, de propiedad municipal, es el estadio donde juega de local el Clan Juvenil. Fue inaugurado el 30 de mayo de 1941 y posee una capacidad de 7233 personas reglamentariamente. Se encuentra ubicado en la ciudad de Sangolquí, en las calles Carlos Larco y Quito.

## Datos del club
- Puesto histórico: 46.° (44.° según la RSSSF)[5]
- Temporadas en Serie A: 1 (2017).
- Temporadas en Serie B: 3 (2016, 2018-2019).
- Temporadas en Segunda Categoría: 6 (2010-2015).
- Mejor puesto en la liga: 11.° (2017).
- Peor puesto en la liga: 11.° (2017).
- Mayor goleada a favor en torneos nacionales:
  - 6 - 3 contra Universidad Católica (25 de agosto de 2017).[6]
- Mayor goleada en contra en torneos nacionales:
  - 7 - 1 contra Macará (18 de agosto de 2017).[7]
- Máximo goleador histórico: Juan Villacrés (10 goles anotados en partidos oficiales).
- Máximo goleador en torneos nacionales: Juan Villacrés (10 goles).
- Primer partido en torneos nacionales:
  - Clan Juvenil 0 - 0 Liga Deportiva Universitaria (29 de enero de 2017 en el Estadio Municipal General Rumiñahui).[4]

### Resumen estadístico
- Última actualización: 26 de mayo de 2019.

| Competición                      | Part | PJ | PG | PE | PP | GF | GC  | DG  | PTS | Mejor resultado        |
| -------------------------------- | ---- | -- | -- | -- | -- | -- | --- | --- | --- | ---------------------- |
| Campeonato Ecuatoriano de Fútbol | 1    | 44 | 6  | 11 | 27 | 50 | 102 | -52 | 29  | 11.°                   |
| Copa Ecuador                     | 1    | 2  | 1  | 0  | 1  | 3  | 7   | -4  | 3   | Dieciseisavos de final |
| Total                            | 2    | 46 | 7  | 11 | 28 | 53 | 109 | -56 | 32  |                        |

## Jugadores

### Máximos goleadores históricos
| N.° | Jugador         | Temporadas | Goles |
| --- | --------------- | ---------- | ----- |
| 1   | Juan Villacrés  | 2017.      | 10    |
| 2   | Luis Congo      | 2017.      | 9     |
| 3   | Óscar Jaramillo | 2017.      | 4     |
| 4   | Jairon Bonett   | 2017.      | 3     |
| 5   | Luis Checa      | 2017.      | 3     |

## Palmarés

### Torneos nacionales
| Competición                      | Títulos | Subcampeonatos |
| -------------------------------- | ------- | -------------- |
| Serie B de Ecuador (0/1)         |         | 2016.          |
| Segunda Categoría de Ecuador (1) | 2015.   |                |

### Torneos provinciales
| Competición                        | Títulos     | Subcampeonatos |
| ---------------------------------- | ----------- | -------------- |
| Profesional                        |             |                |
| Segunda Categoría de Pichincha (2) | 2014, 2015. |                |
| Amateur                            |             |                |
| Copa Pichincha (1)                 | 2009.       |                |